# Lijst van rivieren in Montenegro

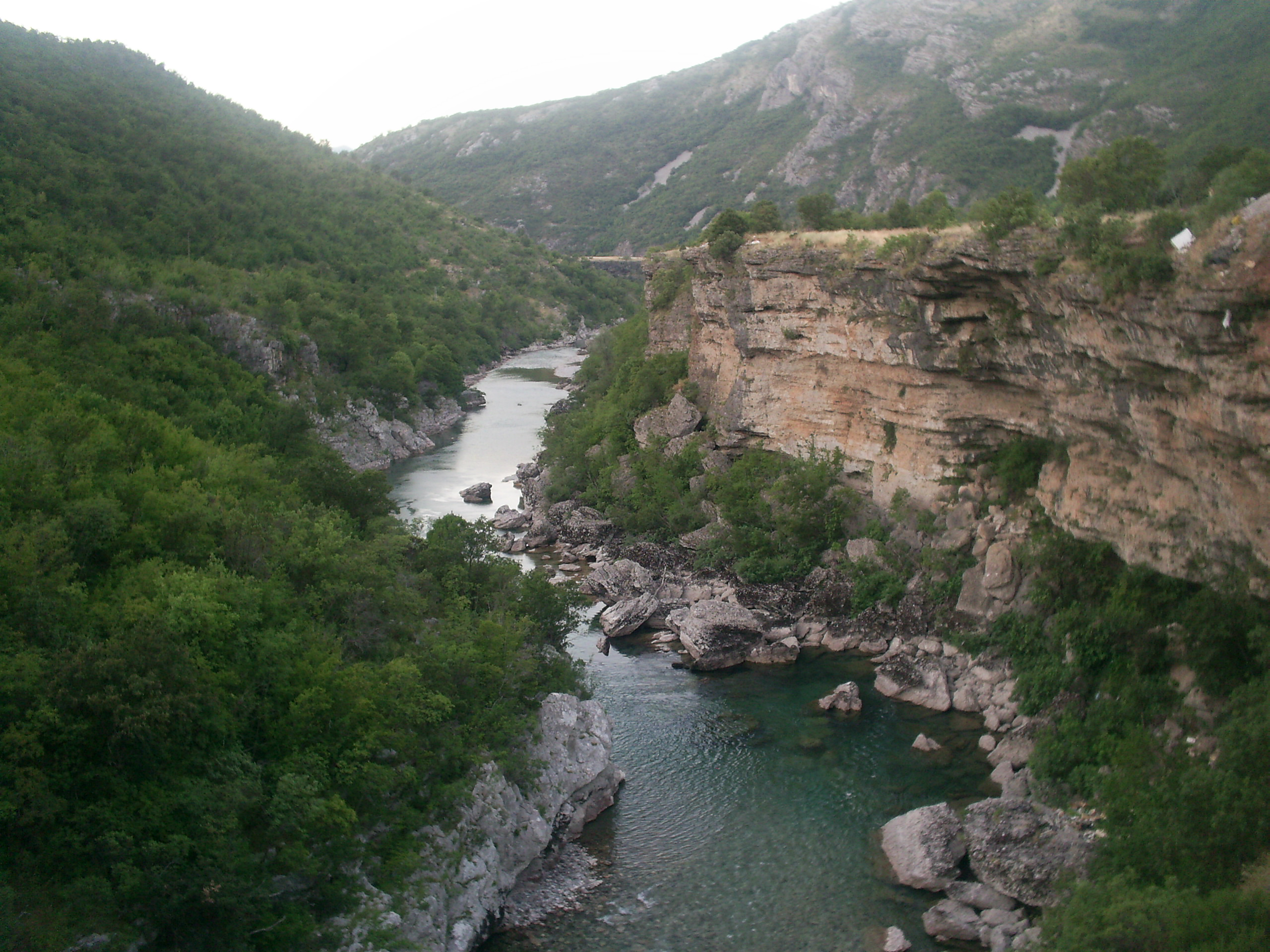
Morača

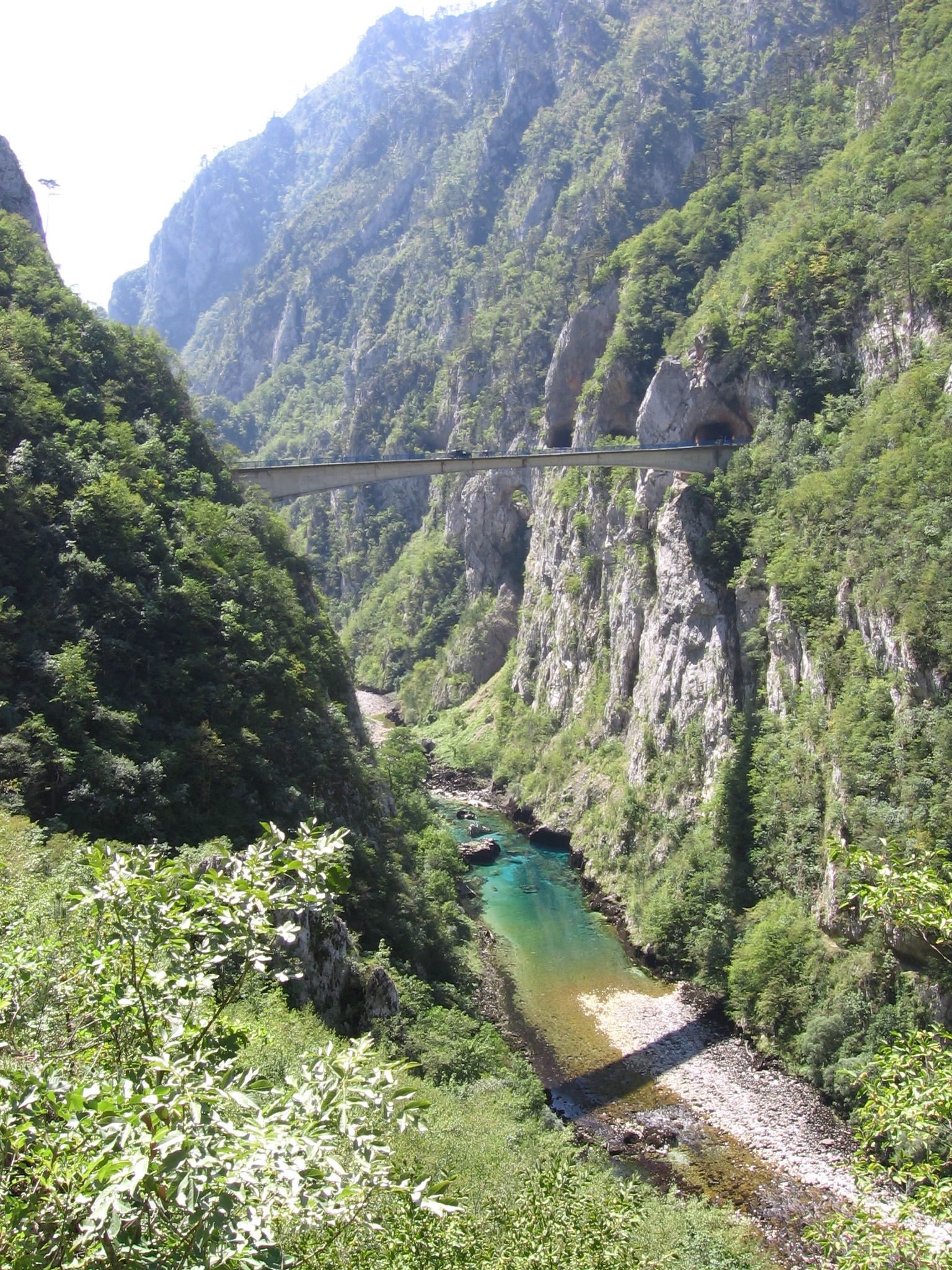
Brug over de Piva

Deze lijst van rivieren in Montenegro bevat de belangrijkste rivieren in Montenegro. 
- Bijela
- Bistrica
- Bukovica
- Bunë
- Cijevna
- Ćehotina
- Grnčar
- Ibar
- Komarnica
- Lim
- Lješnica
- Ljuboviđa
- Ljuča
- Mala rijeka
- Morača
- Mrtvica
- Ospanica
- Piva
- Ribnica
- Sitnica (Morača)
- Šavnik
- Tara
- Trebišnjica
- Veruša
- Vrmoša
- Zeta
- Željeznica